# Liste der Tunnel in Albanien
Diese unvollständige Liste von Tunneln in Albanien umfasst Tunnel jeglicher Länge in Albanien, die dem allgemeinen Verkehr dienen, auch wenn sie nicht auf öffentlich zugänglichem Grund liegen oder öffentlich betrieben werden. Sie ist nach Länge des Bauwerks geordnet.
Die Liste enthält nicht die zahlreichen militärischen unterirdischen Bunkeranlagen, Bergbauanlagen und Röhren für die Wasserversorgung (antike und neuzeitliche), für die Zuleitung zu Wasserkraftwerken sowie Bewässerung oder den Transport von Erdgas.
| Name                         | Strecke                       | Verkehrsmittel | Bashkia / Lage      | Unterquerung                         | Länge (Meter) | Röhren | Eröffnung | Bemerkung                                                                       | Nachweis                    | Bild                                                                  |
| ---------------------------- | ----------------------------- | -------------- | ------------------- | ------------------------------------ | ------------- | ------ | --------- | ------------------------------------------------------------------------------- | --------------------------- | --------------------------------------------------------------------- |
| Llogara                      | SH 8                          | Straße         | Vlora/Himara        | Llogara-Pass                         | 5992          | 2      | 2024      | Maut ab 2025                                                                    | [ 2 ] [ 3 ] [ 4 ]           | Llogara-Tunnel Nordportal im Bau                                      |
| Kalimash                     | A1                            | Straße         | Mirdita/Kukës       | Maja e Runjës                        | 5650          | 2      | 2009      | Maut (seit 2018)                                                                |                             | Kalimash-Tunnel                                                       |
| Murriza                      | Rruga Arbërit                 | Straße         | Tirana/Klos         | Muriza-Pass                          | 3789          | 2      | 2025      | Zweite Röhre (3781 m) ist für Notfälle                                          | [ 5 ] [ 6 ]                 | Bauarbeiten am Murriza-Tunnel 2022                                    |
| Qafë Thana                   | Librazhd – Gur i Kuq          | Eisenbahn      | Përrenjas/Pogradec  | Thana-Pass                           | 3015          | 1      | 1979      | Betrieb eingestellt                                                             | [ 7 ]                       | Eisenbahnstrecke und Pass                                             |
| Krraba                       | A3                            | Straße         | Tirana/Elbasan      | Krraba-Pass                          | 2580          | 2      | 2013      | Zweite Röhre: 2321 m                                                            | [ 8 ]                       |                                                                       |
| Xibër-Hania                  | Zufahrt Wasserkraftwerk Darsi | Werkstraße     | Klos                | Kalaja e Skënderbeut                 | 1350          | 1      | 2018      | Tunnel errichtet für Bau einer Druckleitung und eines Wasserkraftwerks          | [ 9 ] [ 10 ] [ 11 ]         |                                                                       |
| Skërfica                     | Kardhiq – Delvina             | Straße         | Gjirokastra/Delvina | Skërfica-Pass                        | 1316          | 1      | 2022      |                                                                                 | [ 12 ] [ 13 ] [ 14 ] [ 15 ] | Skërfica-Tunnel Nordportal                                            |
| Murrash I                    | Elbasan –Librazhd             | Eisenbahn      | Librazhd            | Polis-Berge                          | 0918          | 1      | 1972      | kein Verkehr mehr                                                               | [ 1 ] [ 16 ]                |                                                                       |
| Koshovica                    | Fier – Vlora                  | Eisenbahn      | Fier                | Koshovica-Pass                       | 0785          | 1      | 1985      |                                                                                 | [ 1 ]                       |                                                                       |
| Bishqem III                  | Peqin – Elbasan               | Eisenbahn      | Peqin               |                                      | 0727          | 1      | 1950      |                                                                                 | [ 16 ]                      | Brücke vor dem westlichen Tunnelportal                                |
| Miraka I                     | Elbasan – Librazhd            | Eisenbahn      | Librazhd            | Polis-Berge                          | 0585          | 1      | 1972      | kein Verkehr mehr                                                               | [ 16 ]                      | Miraka-I-Tunnel: Westportal                                           |
| T5 (Ura e Vashës)            | Rruga Arbërit                 | Straße         | Klos                | Skanderbeggebirge                    | 0500          | 1      | 2023      |                                                                                 | [ 17 ] [ 18 ]               |                                                                       |
| T6 (Shkalla)                 | Rruga Arbërit                 | Straße         | Klos                | Skanderbeggebirge                    | 0477          | 1      | 2021      |                                                                                 | [ 19 ]                      |                                                                       |
| Koman                        | SH 25                         | Straße         | Vau-Deja            | Mal i Qerretit                       | 0470          | 1      | 1980      | Einspurige Zufahrt zum Fähranleger am Koman-See; nicht öffentlich, oft gesperrt | [ 20 ] [ 21 ]               |                                                                       |
| Qafa Buallit                 | Rruga Arbërit                 | Straße         | Bulqiza             | Qafa e Buallit                       | 0465          | 1      | 2023      |                                                                                 | [ 5 ] [ 18 ]                | Tunnel Qafa e Buallit: Stand 2022                                     |
| Miraka II                    | Elbasan – Librazhd            | Eisenbahn      | Librazhd            | Polis-Berge                          | 0460          | 1      | 1972      | kein Verkehr mehr                                                               | [ 16 ]                      |                                                                       |
| Bishqem IV                   | Peqin – Elbasan               | Eisenbahn      | Peqin               |                                      | 0454          | 1      | 1950      |                                                                                 | [ 16 ]                      |                                                                       |
| Hotlisht                     | Librazhd – Gur i Kuq          | Eisenbahn      | Librazhd            | Hotolisht                            | 0414          | 1      | 1974      | Betrieb eingestellt                                                             | [ 16 ]                      |                                                                       |
| Rrogozhina                   | Durrës – Peqin                | Eisenbahn      | Rrogozhina          |                                      | 0390          | 1      | 1947      |                                                                                 | [ 16 ]                      |                                                                       |
| T4 (Fshat)                   | Rruga Arbërit                 | Straße         | Klos                | Skanderbeggebirge                    | 0366          | 1      | 2021      |                                                                                 | [ 19 ]                      | Tunnel Fshat T4                                                       |
| Letan–Funar                  | Elbasan – Funar               | Straße         | Elbasan             | Letan                                | 0350          | 1      |           |                                                                                 | [ 22 ] [ 11 ]               |                                                                       |
| Bushtrica                    | Librazhd – Gur i Kuq          | Eisenbahn      | Librazhd            | Shebenik                             | 0340          | 1      | 1974      | Betrieb eingestellt                                                             | [ 16 ]                      |                                                                       |
| T6 (Ura e Vashës Ost)        | Rruga Arbërit                 | Straße         | Klos                | Skanderbeggebirge                    | 0330          | 1      | 2023      |                                                                                 | [ 18 ] [ 23 ]               |                                                                       |
| Librazhd I                   | Librazhd – Gur i Kuq          | Eisenbahn      | Librazhd            | Librazhd                             | 0308          | 1      | 1974      | Betrieb eingestellt                                                             | [ 16 ]                      |                                                                       |
| Shkopet                      | SH 6                          | Straße         | Kurbin/Mat          | Shqopa                               | 0300          | 1      | 1952      |                                                                                 | [ 24 ] [ 11 ]               |                                                                       |
| Bishqem I                    | Peqin – Elbasan               | Eisenbahn      | Peqin               |                                      | 0298          | 1      | 1950      |                                                                                 | [ 16 ]                      |                                                                       |
| T3 (Shkalla)                 | Rruga Arbërit                 | Straße         | Klos                | Skanderbeggebirge                    | 0297          | 1      | 2021      |                                                                                 | [ 19 ]                      |                                                                       |
| Librazhd III                 | Librazhd – Gur i Kuq          | Eisenbahn      | Librazhd            | Librazhd                             | 0280          | 1      | 1974      | Betrieb eingestellt                                                             | [ 16 ]                      |                                                                       |
| Librazhd II                  | Librazhd – Gur i Kuq          | Eisenbahn      | Librazhd            | Librazhd                             | 0252          | 1      | 1974      | Betrieb eingestellt                                                             | [ 16 ]                      |                                                                       |
| Murrash II                   | Elbasan –Librazhd             | Eisenbahn      | Librazhd            | Polis-Berge                          | 0250          | 1      | 1972      | kein Verkehr mehr                                                               | [ 16 ]                      |                                                                       |
| Dragostunja                  | Librazhd – Gur i Kuq          | Eisenbahn      | Librazhd            | Dragostunja                          | 0236          | 1      | 1974      | Betrieb eingestellt                                                             | [ 16 ]                      |                                                                       |
| Rrashbull                    | Durrës – Tirana               | Eisenbahn      | Durrës              | Rrashbull-Hügel                      | 0230          | 1      | 1949      |                                                                                 |                             |                                                                       |
| Bishqem II                   | Peqin – Elbasan               | Eisenbahn      | Peqin               |                                      | 0210          | 1      | 1950      |                                                                                 | [ 16 ]                      |                                                                       |
| Piskupat                     | Librazhd – Gur i Kuq          | Eisenbahn      | Pogradec            | Felsvorsprung                        | 0207          | 1      | 1979      | Betrieb eingestellt                                                             | [ 11 ]                      | Piskupat (Tunnel)                                                     |
| Lezha                        | Lezha – Shkodra               | Eisenbahn      | Lezha               | Lezha                                | 0190          | 1      | 1982      |                                                                                 | [ 11 ]                      | Lezha (Tunnel)                                                        |
| Bunk’art                     | Zufahrt                       | Straße         | Tirana              | Dajti-Ekspres                        | 0180          | 1      |           | Nicht-öffentliches Gelände                                                      | [ 11 ]                      | Bunk'Art: Zufahrt durch Tunnel                                        |
| Vulçan                       | Librazhd – Gur i Kuq          | Eisenbahn      | Librazhd            | Vulçan                               | 0175          | 1      | 1974      | Betrieb eingestellt                                                             | [ 11 ]                      |                                                                       |
| Pishkash II                  | Librazhd – Gur i Kuq          | Eisenbahn      | Përrenjas           |                                      | 0160          | 1      | 1974      | Betrieb eingestellt / kürzer                                                    | [ 16 ]                      |                                                                       |
| Pishkash III                 | Librazhd – Gur i Kuq          | Eisenbahn      | Përrenjas           |                                      | 0145          | 1      | 1974      | Betrieb eingestellt / kürzer                                                    | [ 16 ]                      |                                                                       |
| Qukës II                     | Librazhd – Gur i Kuq          | Eisenbahn      | Përrenjas           |                                      | 0120          | 1      | 1974      | Betrieb eingestellt, eher kürzer                                                | [ 16 ]                      |                                                                       |
| Xhyra II                     | Librazhd – Gur i Kuq          | Eisenbahn      | Librazhd            | Vulçan                               | 0120          | 1      | 1974      | Betrieb eingestellt                                                             | [ 16 ]                      |                                                                       |
| Burg von Gjirokastra         | Stadtteile                    | Fußgänger      | Gjirokastra         | Burg von Gjirokastra                 | 0120          | 1      |           |                                                                                 | [ 11 ]                      | Tunnel unter der Burg von Gjirokastra                                 |
| Autobahntunnel Farka         | Unaza e Madhe                 | Straße         | Tirana              | Regionalstraße Farka – Lundra, Hügel | 0120          | 1      | 2017      | Im Tagbau erstellt                                                              | [ 11 ]                      | Blick von der Straße über dem Tunnel auf die Umfahrungsstrasse        |
| Ujë i ftohtë                 | SH 8                          | Straße         | Vlora               | Klippe                               | 0116          | 1      | 1918      | Mehrere Male erweitert; Verkehr nur nach Süden                                  | [ 25 ] [ 26 ] [ 27 ]        |                                                                       |
| Qukës I                      | Librazhd – Gur i Kuq          | Eisenbahn      | Përrenjas           |                                      | 0100          | 1      | 1974      | Betrieb eingestellt, eher kürzer                                                | [ 16 ]                      |                                                                       |
| Pishkash I                   | Librazhd – Gur i Kuq          | Eisenbahn      | Përrenjas           |                                      | 090           | 1      | 1974      | Betrieb eingestellt, eher kürzer                                                | [ 16 ]                      |                                                                       |
| Xhyra I                      | Librazhd – Gur i Kuq          | Eisenbahn      | Librazhd            | Vulçan                               | 085           | 1      | 1974      | Betrieb eingestellt, eher länger                                                | [ 16 ]                      |                                                                       |
| Miraka (neuer Straßentunnel) | SH 3                          | Straße         | Librazhd            | Felsvorsprung                        | 085           | 1      | 2000      | um das Jahr 2000 erstellt für Gegenfahrbahn von Miraka 1S, ca. 2005 stillgelegt | [ 11 ] [ 28 ]               | Tunnel in Miraka neben dem neuen Straßenverlauf                       |
| Autobahntunnel Shkoza        | Unaza e Madhe                 | Straße         | Tirana              | Hügel / Lokalstraße                  | 0082          | 1      | 2021      | Im Tagbau erstellt                                                              | [ 11 ]                      | Tunnel zwischen Farka und Shkoza                                      |
| Brar                         | Rruga Arbërit                 | Straße         | Tirana              | Mal i Brarit                         | 072           | 1      | 2021      | Ersetzt älteren Vorgängerbau, in Betrieb                                        | [ 29 ]                      | Lage des Tunnels in der Tujan-Schlucht vor dem Bau                    |
| Miraka (alter Straßentunnel) | SH 3                          | Straße         | Librazhd            | Felsvorsprung                        | 070           | 1      |           | zwischen 1940 und 1970 erbaut, ca. 2005 stillgelegt                             | [ 11 ] [ 28 ]               | Tunnel in Miraka neben dem neuen Straßenverlauf (klein über Mercedes) |
| Gojan                        | SH 30                         | Straße         | Puka                | Felsvorsprung                        | 050           | 1      |           |                                                                                 | [ 11 ]                      |                                                                       |
| Gryka e Vanave A             | Kukës – Shishtavec            | Straße         | Kukës               | Felsvorsprung                        | 035           | 1      |           | alte Straße, stillgelegt                                                        |                             |                                                                       |
| Gryka e Shkopetit            | SH 6                          | Straße         | Kurbin              | Felsvorsprung                        | 035           | 1      | 1952      |                                                                                 | [ 24 ] [ 11 ]               | Schlucht von Shkopet                                                  |
| Gryka e Vanave B             | Kukës – Shishtavec            | Straße         | Kukës               | Felsvorsprung                        | 010           | 1      |           | alte Straße, stillgelegt                                                        |                             |                                                                       |

| Name            | Strecke            | Verkehrsmittel | Bashkia                  | Unterquerung         | Länge (Meter) | Röhren | geplante Eröffnung | Bemerkung                                         | Nachweis      |
| --------------- | ------------------ | -------------- | ------------------------ | -------------------- | ------------- | ------ | ------------------ | ------------------------------------------------- | ------------- |
| Qafë Thana      | Korridor VIII/SH 3 | Straße         | Përrenjas/Nordmazedonien | Qafë Thana/Jablanica | 3000          | ?      | –                  | Projektidee                                       | [ 30 ]        |
| Currila         | Umfahrung          | Straße         | Durrës                   | Mal i Durrësit       | 1400          | ?      | ?                  | Projektidee                                       | [ 31 ]        |
| Prosek          | Milot – Klos       | Eisenbahn      | Mirdita                  |                      | 1000          | 1      | –                  | Arbeiten ca. 1990 erstellt                        |               |
| Balldren        | SH1                | Straße         | Lezha                    | Mali i Rencit        | 0850          | 1      | ?                  | Bauauftrag vergeben, Finanzierung nicht gesichert | [ 32 ] [ 33 ] |
| Qafa Lipovës I  | Qukës–Qafë Plloça  | Straße         | Pogradec                 | Qafa Lipovës         | 0700          | ?      | 2019               | Eröffnung nach Verzögerungen für 2021 angekündigt | [ 34 ] [ 35 ] |
| Ura e Murashit  | Korridor VIII/SH 3 | Straße         | Librazhd                 | Polis-Berge          | 0500          | 2      | 2026               | Ausbau der Straße Elbasan – Qafë Thana            | [ 36 ]        |
| Qafa Lipovës II | Qukës–Qafë Plloça  | Straße         | Pogradec                 | Qafa Lipovës         | 0300          | ?      |                    | Eröffnung nach Verzögerungen für 2021 angekündigt | [ 34 ] [ 35 ] |